# Famille Caradja
La famille Caradja, Karatzas (grec) ou Caragea en roumain est une famille princière phanariote d'origine grecque probablement issue de Constantinople ou, selon certains de leurs adversaires, de Raguse, en Dalmatie.
Leur plus ancien ancêtre connu serait Eustache Karadzas, intermédiaire entre le Patriarche et le Sultan en 1453.
Le Postelnic Ioannis Karadja (1591) est le premier membre de la famille connu dans les principautés roumaines. Il fit restaurer l’église de Saint-Sava à Jassy en 1625.

## Histoire
Les rameaux de la famille historique descendent de Constantin Caradja, Mare Postelnic de Moldavie en 1653 plusieurs enfants dont trois fils.
- Scarlat Caradja, dont :
  - Antoli ;
    - Emanuel mort en 1799 Grand Drogman de 1788 à 1790 ;

  - Nicolas ;
    - Constantin Mare Ban, auteur des « Éphémérides ».
- Dimitrie Caradja mort en 1737 époux de Zafira, fille d'Antonie Ruset prince de Moldavie dont : 
  - Constantin mort en 1771 ; 
    - Nicolas Caradja (†1784), Hospodar de Valachie ; 
      - Zamfira, femme d'Alexandre II Mavrocordato
      - Ioannis (1770-1829) Drogman de la Flotte (1799-1800) puis Grand Drogman en 1808.
        - Georges (1802-1882), général grec, époux de la fille de Markos Botzaris, Ekaterini

      - Smaragda, femme de Nicolas Mavrocordato (-1818)
        - Aléxandros Mavrokordátos, homme politique grec

Cette branche s'éteint en lignée masculine en 1918, lors de la mort du prince Georges Caradja en Grèce.
- Georges Caradja, dont : 
  - Ioan (1700-1793) ou Patriarche Joannice III de Constantinople de 1761 à 1763 ;
  - Scarlat mort en 1780, Grand Dragoman de 1765 à 1768 et de 1770 à 1774. Il reçoit le 26 septembre 1774 le titre Prince Honoraire de Moldo-Valachie ; 
    - Gheorghe mort en 1765 Grand Drogman de 1764 à 1765 ;
      - Jean Georges Caradja (1754-1845), Hospodar de Valachie laisse deux fils (Georges et Constantin, desquels descendent les représentants actuels de la famille en Allemagne) et trois filles.

Fils du Beyzadé Constantin Caradja (1799-1860), ministre plénipotentiaire, et de sa femme Adèle Condo-Dandolo (1814–1890) :
Prince Jean Constantin Alexandre Othon Karadja Pacha (1835–1894), ministre plénipotentiaire, marié à Marie-Louise, fille du Commandeur L. O. Smith, Sénateur suédois. Enfants : 
- prince Constantin Jean Lars Anthony Démettre Karadja (1889–1950), consul général de Roumanie à Berlin (1931-1941) marié à princesse Marcelle Hélène (1896–1971), fille du prince Aristide Caradja. Enfants :
  - prince Jean (Ion) Aristide Caradja (1917–1993) marié à Minna Frieda Auguste Starke (1911–1992) et en deuxième mariage à Georgeta Cătănescu (*1915)
  - princesse Marie Marcelle Nadèje Karadja (1919-2006)
- princesse Despina Marie Roxane Alexandra Theodora Karadja (1892–1983)